# Empis constricta
Empis constricta är en tvåvingeart som beskrevs av Saigusa 1992. Empis constricta ingår i släktet Empis och familjen dansflugor. Inga underarter finns listade i Catalogue of Life.